# Симонова, Ксения Александровна
Ксе́ния Алекса́ндровна Си́монова, по мужу Паска́рь (укр. Ксенія Олександрівна Симонова; род. 22 апреля 1985, Евпатория, Крымская область, Украинская ССР, СССР) — украинская художница, график, мультипликатор, мастер песочной анимации. Победительница телевизионного конкурса «У Украины есть талант» (2009), финалистка российского телевизионного конкурса «Минута славы» (сезон 2009—2010), финалистка конкурса America’s Got Talent: Champions (Golden Buzzer, 3-е место). Заслуженный художник Автономной Республики Крым (2010), Заслуженный деятель искусств Украины (2013). Единственный в мире обладатель двух наград Golden Buzzer в чемпионских сериях America’s Got Talent: Champions и Britain’s Got Talent: Champions.

## Биография

### Семья
Мать — Ирина Владимировна Симонова, художник, модельер, преподаватель рисования. Отец — Александр Николаевич Симонов, кадровый военный.
В 2007 году вышла замуж за театрального режиссёра и редактора Игоря Паскаря, у них трое детей.

### Образование
Окончила художественную школу им. Волкова в Евпатории, затем училась в классе И. В. Симоновой в Евпаторийской детской школе искусств. Окончила евпаторийскую общеобразовательную школу № 8 с углублённым изучением английского языка, готовилась быть переводчиком. Однако после окончания школы в 2002 году, поступила на факультет психологии Таврического Национального университета имени В. И. Вернадского в Симферополе, окончив обучение в 2007 с красным дипломом по специализации «Психофизиология». Параллельно с очным обучением, обучалась заочно в КИИПТ УАП по специальности «Графика», окончив обучение в 2008 году.

## Творчество

### Иллюстратор
В 2006 году Ксению Симонову пригласили в журнал «Крымская Ривьера» в качестве иллюстратора. Там она впервые представила свои работы в авторском стиле «Психоаналитическая линейная графика». Затем издательский дом «Крымская Ривьера» пригласил Ксению иллюстрировать рубрики других изданий. В 2007 году Симонова и её муж Игорь Паскарь основали собственный проект — двуязычный глянцевый журнал «Шоколад», где Ксения работала арт-директором, иллюстратором и переводчиком. В 2008 году журнал пришлось закрыть из-за наступившего экономического кризиса.

### Песочная анимация
У Украины есть талант
Ксения начала заниматься песочной анимацией в конце 2008 года и относилась к этому исключительно как к хобби. В начале 2009 года, случайно узнав о кастинге первого сезона проекта «У Украины есть талант», Симонова решила принять в нём участие. Она представила на суд жюри свою первую работу «Цирк» и прошла в полуфинал. В полуфинале показала песочную историю «Ты всегда рядом», принесшую ей мировую известность. Восьмиминутная история о Великой Отечественной войне, получившая второе название «Реквием из песка», стала интернет-феноменом, по версии британской The Guardian, набрав за сутки более 2 млн просмотров в YouTube.
Симонова прошла в финал шоу «У Украины есть талант». В финале она выступила с песочной историей «Не опоздайте» о любви к родителям. 26 июня 2009 года Ксения Симонова стала победителем шоу «У Украины есть талант» и обладательницей приза в один миллион гривен.
С 2009 года Ксения стала знакомить жителей разных стран со своим творчеством. Выступала более чем в 40 странах мира, от лондонского Альберт-холла до Сиднейской оперы, становилась специальным гостем значимых церемоний — от церемонии закрытия Специальных Олимпийских игр в Афинах в 2011 году до гала-концерта YouTube Symphony Orchestra в Сиднейской опере. Выступала в присутствии глав государств, среди них: Президент Мальты Джордж Абела; Её Королевское Величество Королева Датская Маргрете Александрина Торхильдур Ингрид; принцесса Королевства Таиланд Маха Чакри Сириндхорн, Её Королевское Высочество Мари, принцесса Датская, графиня Монпеза; Принцесса Марокко Лалла Хасна; члены Королевской Семьи Виндзор, правящий монарх Королевства Бутан Джигме Кхесар Намгьял Вангчук и многие другие.
С 2009 по 2014 год создала и показала более 300 песочных анимаций, более 200 из которых представлены в сети YouTube.
America's Got Talent: the Champions
В 2019 году Симонова приняла участие в самом масштабном талант-шоу мира America’s Got Talent: Champions на телеканале NBC, это шоу объединяет победителей всех сезонов франшизы «Got Talent» по всему миру. Симонова получила право прохода в финал шоу с помощью особой кнопки Golden Buzzer, дающей такое право участнику. Кнопку нажал ведущий шоу Тэрри Крюс. Выступление художницы получило высокую оценку судей. 18 февраля 2019 года Ксения заняла 3 место на проекте.
За сутки на Фейсбук выступление художницы просмотрело 6 миллионов пользователей, за полгода видео достигло 100 миллионов просмотров.
В сети YouTube выступление Ксении просмотрело 2 миллиона человек в течение суток.
Britain’s Got Talent: the Champions
С августа 2019 года Симонова принимает участие в британской версии мирового конкурса франшизы Got Talent — Britain’s Got Talent: the Champions в эфире британского телеканала ITV Meet Kseniya Simonova - Britain's Got Talent: The Champions favourite and only sand artist
31 августа в эфире первого эпизода шоу Симонова получила награду Golden Buzzer от судьи проекта, британской телеведущей Аманды Холден, получив право автоматического прохода в финал шоу, который состоялся 5 октября.
Некоторые даты творческого пути:
| Дата                  | Мероприятие |
| --------------------- | --- |
| 26 июня 2009          | Крымчанка Ксения Симонова победила в шоу «У Украины есть талант». |
| 25-26 декабря 2009    | Выступление с песочной историей «Планета Детства» в столице Мальты Валетте в государственном благотворительном Марафоне в прямом эфире по приглашению Президента Мальты Джорджа Абела. В ходе марафона собрано 2,5 миллиона евро на лечение рака и других заболеваний у детей и взрослых. После выступления принята президентом и получила благодарность за участие в марафоне. |
| декабрь 2009          | Выступление с Дживаном Гаспаряном в эфире ОРТ (РФ). |
| 10 мая 2010           | Выступление в Лондоне в Королевском Альберт-холле в присутствии членов королевской семьи Виндзоров на торжественном концерте ко Дню Победы с историями «Ты всегда рядом» и «Почтим Память». |
| 5 июля 2010           | Принимает участие в торжествах, посвященных празднованию Дня столицы Казахстана. Показала 12 песочных картин с видами стран, главы которых присутствовали на торжестве. |
| сентябрь-октябрь 2010 | Создание телевизионных роликов «Встретимся в Украине», приглашающих на Украину на Евро-2012, созданных по заказу Министерства Культуры и Туризма Украины. |
| 11 марта 2011         | В Монте-Карло (Монако) песочной историей Ксения открывает двадцатый шахматный турнир «Amber». |
| 21 марта 2011         | Стала специальным гостем и единственным художником онлайн-концерта Симфонического оркестра YouTube (YouTube Symphony orchestra) в Сиднейской опере, визуализировала произведение «Ascending Bird» («Взлетающая Птица») |
| апрель 2011           | Ксения Симонова сняла фильм для дома моды Кристиана Диора и показала его в Москве. |
| 2—14 мая 2011         | Участвовала в номере украинского представителя песенного конкурса «Евровидение» (2011). |
| 5 июня 2011           | Во Флоренции состоялся концерт знаменитого Orchestra della Toscana, Тосканского симфонического оркестра в театре Верди. Ксенией Симоновой подготовлена программа, визуализирующуя в песке «Времена года» Вивальди. |
| 4 июля 2011           | Участие в закрытии XIII Всемирной Специальной Олимпиады в Афинах. Её работа — часть постановки-ретроспективы по истории Греции от Античности до наших дней. |
| 6 июля 2011           | Симонова стала специальным гостем благотворительного «Белого Бала» Наталии Водяновой в Париже, нарисовав на песке историю жизни топ-модели. |
| 16—18 июля 2011       | В рамках фестиваля «Царские дни» в Екатеринбурге Ксения представляет песочную историю жизни семьи Николая Второго. |
| 24 августа 2011       | На юбилейном концерте в честь празднования 20-летия Независимости Украины, на Майдане Незалежности, для 100 тысяч зрителей, Симонова показала историю Украины в песке. |
| сентябрь 2011         | Ксения Симонова приняла участие с песочной визуализацией в опере «Троянцы», под управлением Маэстро Валерия Гергиева на Международном Оперном Фестивале в Роттердаме. |
| 4—6 января 2012       | Выступление в Бангкоке, Таиланд — принимает участие в торжествах по случаю дня рождения Короля страны Пумипона Адульядета. За свою песочную историю о Таиланде и Его Величестве, Ксения Симонова удостоена аудиенции Принцессы Таиланда Маха Чакри Сириндхорн, получает из её рук подарки и золотую награду с символикой Рамы Девятого. |
| 20—30 января 2012     | Выступление в Токио с премьерой истории «Жизнь Всегда Побеждает», памяти жертв цунами марта 2011 и Фукусимской трагедии. На основе выступления, снят короткий документальный фильм и передан в дар Японии. |
| март-апрель 2012      | Создание песочного фильма на музыкальное произведение обладателя Grammy Awards 2011 Эсперансы Сполдинг совместно с «Фондом Защиты Амазонии». Премьера фильма состоялась в США 22 апреля в День Земли. |
| май 2012              | Стала специальным гостем церемонии Human Rights Awards в Стокгольме, где познакомилась с архиепископом Десмондом Туту и американским актёром Шоном Пенном. |
| 2—3 сентября 2012     | Гость всемирного культурологического фестиваля Wadden Sea в Дании, под патронатом Её Королевского Высочества Принцессы Датской Марии. |
| июль 2013             | Состоялась премьера песочного фильма «Beautiful Morocco», созданного для фонда Короля Мухаммеда Шестого по заказу Принцессы Марокко Лаллы Хасны. |
| сентябрь 2013         | Выступление с симфоническим оркестром Wermland opera в шведском городе Карлстад. Симонова визуализирует в песке «Павану» Мориса Равеля и «Die Moldau» Берджиха Сметаны. |
| октябрь 2013          | Концерт Ксении Симоновой в Токио в поддержку защиты Планеты |
| декабрь 2013          | Симонова выступила в Сантьяго, Чили где в рамках международного культурного фестиваля представила чилийцам несколько песочных историй, основанных на славянском эпосе. Наиболее известная из них — «Русская Сказка». |
| март 2014             | Выступление с Королевским симфоническим оркестром Ольборга в Дании в присутствии Её Величества Королевы Маргарете Второй. |
| ноябрь 2015           | Симонова стала специальным гостем на торжествах в Бутане в честь 60-летия Его Величества короля Джигме Сингье Вангчук. Приглашение последовало лично от сына монарха, действующего Король Бутана Джигме Кхесар Намгьял Вангчук. |
| май 2016              | специальный гость шоу Supertalent в Хорватии с песочной историей "Ты Всегда Рядом" |
| май 2016              | специальный гость Королевской премии Марокко Morocco Awards с песочной историей о Королевстве |
| май 2016              | выступление на гала-концерте перед финалом Лиги чемпионов УЕФА в Милане |
| 2017                  | создала песочный фильм «Живи, Сербия!» , ставший "вирусным" в сети YouTube. После премьеры фильма, Симонову пригласила выступить в Сербии организация "Наша Сербия". В 2017 году состоялось её гастрольное турне по Сербии, выступление с шоу-программой "Живи Сербия" в Национальном театре Белграда, открытие выставки "Живи, Сербия" в галерее "Прогресс" в Белграде, полугодовой тур песочной выставки по городам Сербии. Встреча с Министром культуры Сербии Владаном Вукосавлевичем. |
| 2017—2018             | выступила в прямом эфире телеканала RTP1 Португалии в шоу "Невозможное", а также в Швеции, Италии, Китае и Германии. |
| 2018                  | Концерт в самом большом концертном зале Греции «Мегарон» в Афинах. |

### Сотрудничество с музыкантами и оркестрами

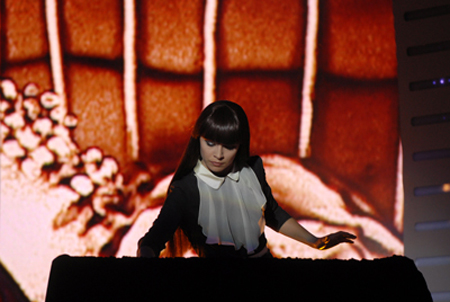
Выступление Симоновой в полуфинале шоу «У Украины есть талант» (2009)

Симонова выступала со многими симфоническими оркестрами — Тосканским симфоническим оркестром, Королевским симфоническим оркестром Ольборга, оркестром Wermland opera, YouTube Symphony orchestra и другими. Она особенно ценит эти выступления за то, что получает возможность иллюстрировать классические симфонические произведения.
В 2009 году выступила импровизацией с Дживаном Гаспаряном в эфире Первого канала (Россия). Участвовала с песочной анимацией «Share your heart» в номере украинской участницы Мики Ньютон в полуфинале, а затем — в финале песенного конкурса «Евровидение» в 2011 году. Украина заняла четвёртое место. В 2012 году сотрудничала с самой молодой обладательницей Grammy Awards Эсперансой Сполдинг, результатом сотрудничества стал совместный клип на песню «Endangered Spieces». В начале 2014 года состоялась премьера двух клипов, снятых Симоновой для британской рок-группы «Menace» на песни «To the Marrow» и «Painted Rust». Клип на песню «To the Marrow» был снят в технике «снежная графика».
В 2014 году Ксения Симонова со своей песочной анимацией приняла участие в съемках клипа американского музыканта в стиле Ритм-н-блюз Joe.
В конце 2014 года совместно с группой Здоб ши здуб была представлена одна из версий клипа «Om cu inima de lemn». В 2015 году песочная анимация Симоновой стала основой видеоклипа канадской группы Cadence, исполняющей произведения без использования музыки, А капелла.
В 2017 году Симонова выступила в Брюсселе вместе с Национальным Оркестром Бельгии в присутствии членов Королевской семьи, нарисовав песком импровизации на тему балета «Щелкунчик» Чайковского.
В 2018 году Симонова выступила на «Verbier Music Festival», старейшем музыкальном фестивале Европы, вместе с дуэтом пианистов Марией Масычевой и Георгием Громовым, исполнив песочную вариацию на тему «Золушки» Прокофьева.
C 2017 года работает в проекте «Сказки Забытого Королевства» американского композитора и музыканта Гая Мендилоу и Guy Mendilow Ensemble, создавая песочные истории на сефардские песни XIX века. Шоу отправится в гастроли по США осенью 2019 года.
В мае 2019 года Симонова стала постановщиком номера молдавской певицы Одобеску Анны на Евровидение-2019, впервые предоставив «снежную графику» (рисование искусственным снегом) на большой сцене Eurovision 2011 sand artist Kseniya Simonova returns for Moldova

### Мультипликация
С 2013 года, помимо песочной анимации, Симонова занимается работой в экспериментальных анимационных техниках — «снежная графика» и «пластическая анимация». Это авторские техники, разработанные Ксенией с 2012 по 2013 годы. В этих техниках, как и в технике песочной анимации, она снимает мультфильмы с 2013 года, выступая в качестве режиссёра, сценариста и художника-мультипликатора.
Несколько мультфильмов Симоновой — «Спасибо, Док!», «Сердце матери», «Украина» и «Вечные слёзы» — получили награды на международных фестивалях анимации и мультипликации Испании (фестиваль «Best Shot Sequence», 2013), России («Мультиматограф», 2013), Мальты («Malta Short Film Festival», 2013) и Бразилии («Uranium Film Festival», 2014). В 2015 году песочный фильм Симоновой «Любовь сильнее. Памяти Николая II» получил приз Кинофестиваля Святой Владимир в номинации «Документальное кино».
В 2016 году Симонова представила анимационный фильм «Белый ангел» — это 12-минутная картина, снятая в двух анимационных техниках — «песочная анимация» и «пластическая анимация» — то есть рисование жидким песком. Фильм посвящен жизни и смерти Великой княгини Елизаветы Федоровны Романовой. Фильм пригласили к участию несколько кинофестивалей, среди них — «Радонеж», но премьерный показ состоялся в Крыму, на фестивале «Святой Владимир», в сентябре 2016 года, где картина удостоилась первого приза в номинации «Анимационное кино». Фильмы Симоновой «Заступник Земли Русской» и «Димитрий Донской» получили дипломы третьей степени фестиваля «Святой Владимир» в 2017 и 2018 годах.
В 2018 году фильм Симоновой «Память Сердца» победил в номинации «Анимация» на кинофестивале «Отцы и дети», в 2017 году на этом же фестивале фильм «Не Сдавайся» был удостоен гран-при.
В 2018 году песочный фильм «Ангел на Берегу» о курдском мальчике Айлане Курди, утонувшем в Средиземном море, получил гран-при международного кинофестиваля Palm Springs Festival в США.

### Графика

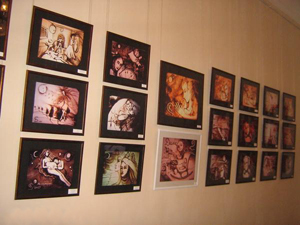
Первая персональная выставка Симоновой «Песочный Человек» (2009)

В 2006 году основала направление линейной графики «Психоаналитическая линейная графика», в которой соединила свои знания психолога и художника. Сутью техники является
полная свобода сознания и руки, когда художник может рисовать, закрыв глаза, тонкими линиями, постепенно погружаясь в состояние свободы, достигая глубин архаического сознания.
Так, с точки зрения Симоновой, график может уловить и отобразить собственные архетипы, образы из глубокого детства, образы доисторической памяти. В этой технике Ксения работает с 2006 года по сегодняшний день.

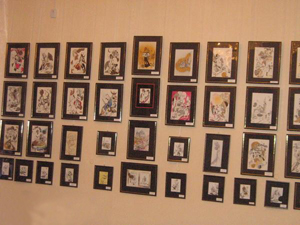
Выставка графических работ Симоновой (2010)

С 2009 года параллельно с выступлениями, Симонова оставалась верна своему творческому пути графика, постоянно создавая новые картины — от абстрактных, до путевых зарисовок и этюдов тех мест, куда приезжает выступать. В 2009 году открылась первая персональная выставка Ксении Симоновой «Песочный Человек», включившая в себя 150 картин в жанре графики и новом жанре «песочной графики». Выставка экспонировалась в разных городах Крыма с 2009 по 2010 гг.
В мае 2014 года в Симферополе открылась вторая персональная выставка Симоновой «Другая История», в которую вошли 165 картин разных жанров.
Графика Ксении Симоновой вмещает ещё и постоянный опыт «живого» рисования, выступлений, когда в течение нескольких минут рисуется не картина, а целая история.
Поэтому для её графики характерно наслоение, длительность пространственно-временной линии, это графика психологическая, многослойная с точки зрения событийности и трактовки образов.

### Литература

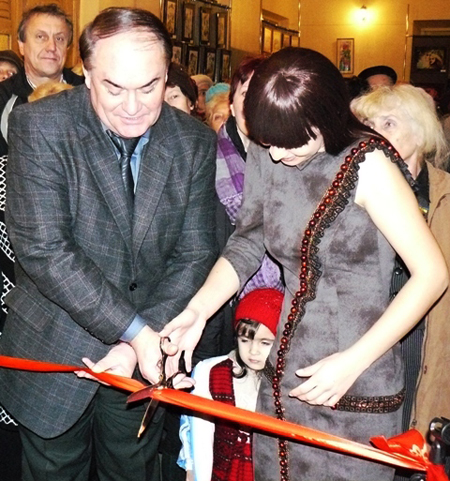
Открытие выставки «Песочный Человек»

### Театр
В мае 2015 года состоялась премьера спектакля «Прошлая сторона будущего» — совместной работы Симоновой и её супруга, театрального режиссёра Игоря Паскаря. Спектакль посвящён Великой Отечественной войне. Симонова выступила в нём не только в качестве художника, но и в качестве актрисы. Над проектом они работали с 2013 года. Выступление представляло собой симбиоз концерта, творческой встречи и драматического спектакля. Песочная анимация в спектакле играла роль не сколько визуального жанра, а выступала как драматическое искусство. В этом проекте Симонова впервые представила на суд зрителей авторскую анимационную технику «снежная графика», открытую в 2013 году. До этого эта техника была представлена только в видеоработах. В «живом» выступлении она участвовала впервые.

## Благотворительность
В 2007 году Ксения основала общественное движение «Живи, Солнышко». Организация оказывает помощь тяжелобольным детям, нуждающимся в лечении, материальной и информационной поддержке, онкобольным.
В 2009—2010 учебном году среди преподавателей школ Крыма проводился конкурс на лучший «Урок нравственности». Организовали его Симферопольская и Крымская епархия УПЦ, Министерство образования и науки АРК, Крымский православный медико-просветительский центр «Жизнь». Симонова выступила меценатом этого конкурса — тридцать лучших учителей получили авторские работы художницы, занявшие призовые места были поощрены от её имени ценными призами, им достались ноутбуки и бытовая техника.
В течение трёх лет Симонова активно помогала Симферопольскому Городскому детскому дому вплоть до его расформирования в конце 2013 года.
Главной своей задачей считает информационную и эмоциональную поддержку людей, нуждающихся в помощи. Создаёт небольшие песочные фильмы, ролики, посвящённые тяжелобольным детям и взрослым. Цель таких фильмов — рассказать миру о тех, кто нуждается в помощи, кто не может оплатить дорогостоящее лечение или реабилитацию. В период с 2009 по 2014 гг. Симоновой было создано более 40 таких фильмов.
Является пролайф-активистом. До победы в шоу «Україна має талант» проводила беседы в защиту жизни в учебных заведениях родной Евпатории. После победы в шоу, Ксения решила использовать свою известность, чтобы говорить в защиту жизни с помощью искусства песочной анимации. Были созданы песочные фильмы «Не убивай меня, мама!» (2009) и «Спасибо, мама!» (2013). В 2011 году Симонова стала участником автопробега «Украина без абортов» в Симферополе. В 2013 году стала специальным гостем IV Международного фестиваля «За жизнь-2013».
С 2015 года Ксения Симонова стала другом и волонтером детского благотворительного кинофорума «Детский КиноМай».

## Увлечения
В возрасте 11 лет узнала о расстреле Николая Второго и Царской Семьи. С тех пор занимается изучением истории Российской Империи, и в частности Династии Романовых. На основе изученного и пережитого создала в 2011 году песочную историю «Любовь сильнее. Памяти Николая Второго».

## Факты
- Видео выступления Ксении Симоновой в полуфинале шоу «У Украины есть талант» с историей «Ты всегда рядом» просмотрело в YouTube около 35 млн зрителей[82].
- В 2010 году Симонова выступила в качестве специального гостя в прямом эфире гала-концерта второго сезона «У Украины есть талант» с песочной историей «Подари надежду» о детях-сиротах, впервые рисуя сразу на двух столах для песочной анимации[83].
- В 2009 году на концерте в Симферополе и в 2011 году в прямом эфире третьего сезона «У Украины есть талант» рисовала песком с завязанными глазами[84].
- В 2014 году сняла ролик для WWF в технике «снежная графика» в защиту белых медведей. В течение первых недель ролик набрал более 100 тыс. просмотров в YouTube[85].
- Симонова стала одним из немногих иностранцев, удостоившихся личной аудиенции Короля Бутана, и тем более сразу двух королей — действующего монарха Джигме Кхесар Намгьял Вангчук и его отца Джигме Сингье Вангчук, оба они выразили восхищение творчеством художницы[39]. Симонова также удостоилась аудиенции Королевы Бутана Джецун Пема Вангчук.
- 27 мая 2016 года выступила на гала-концерте Лиги чемпионов УЕФА в Милане перед торжественным выносом Кубка Чемпионов[42].
- Песочный портрет Короля Бахрейна, Его Величества Хамада бин Исы аль Халифа стал фрагментом песочного фильма для «Bahrain Boat Show»[86] под эгидой Короля и был показан в эфире национального телевидения Бахрейна.
- На культурном фестивале «The Wadden Sea» в Дании, куда Симонова приехала выступить по приглашению Её Высочества Принцессы Мари Датской, художница встретилась с Принцессой перед началом фестиваля, описав эту беседу как «Дружескую и неформальную»[87].

## Награды
- 2009 — титул «Самый талантливый человек Украины» (версия шоу «У Украины есть талант»).
- 2009 — Лауреат 14-й общенациональной программы «Человек года-2009» в номинации «Прорыв года».
- 2010 — звание «Заслуженный художник Автономной Республики Крым».
- 2010 — памятный знак «Золотой Кобыз» Министерства Культуры Республики Казахстан.
- 2011 — памятный знак за участие в YouTube Symphony Orchestra (Сидней, Австралия).
- 2011 — благодарственная грамота Министерства культуры Украины за участие в «Евровидении-2011» и популяризацию украинской культуры в мире.
- 2012 — золотой нагрудный знак с символикой короля Таиланда Рамы Девятого (Бангкок, Таиланд).
- 2012 — благодарственное письмо Научно-Исследовательского Комитета Мехико в области психиатрии.
- 2012 — благодарственное письмо благотворительного фонда «Ты Нужен» по поддержке пациентов с тяжёлыми заболеваниями в российских клиниках (РФ)[88].
- 2013 — Победитель в Специальной номинации «Успех года» Совета Министров Крыма[89].
- 2013 — Звание «Заслуженный деятель искусств Украины»[90].
- 2013 — Почётная грамота Президиума Верховной Рады Автономной Республики Крым — за активное участие в организации проведения презентации Автономной Республики Крым в г. Страсбурге (Французская Республика) в рамках 25-й пленарной сессии Конгресса местных и региональных властей Совета Европы[91]
- 2016 — титул «Художник года» в ежегодной премии Evpatorian Awards[92] по версии портала E-Times[93].
- 2018 — медаль Уполномоченного по правам человека Российской Федерации «Спешите делать добро»[94].
- 2019 — кнопка Golden Buzzer на шоу В Америке есть таланты: the Champions от ведущего Крюс, Терри. 3-е место в финале проекта.
- 2019 — российская литературная премия «Просвещение через книгу» за свою книгу «Всюду Бог»[95].

## Текущие проекты
Симонова работает над подготовкой к большому гастрольному туру спектакля «Прошлая сторона будущего» и над спектаклем «Белая эпоха».
В 2019—2020 годах состоится гастрольный тур Симоновой вместе с Guy Mendilow Ensemble с концертом «Сказки Забытого Королевства» в США.